# بخش سامپورسکی
بخش سامپورسکی (به لاتین: Sampursky District) یک سکونتگاه مسکونی در روسیه است که در استان تامبوف واقع شده‌است.